# Liria Marín
Liria Marín fue una actriz de cine, teatro y televisión argentina.

## Carrera
Marín se lució con papeles de chicas buenas en la pantalla grande a mediados de la década del 50. Brilló al lado de intérpretes de la talla de Lolita Torres, Alberto Berco, Francisco Álvarez, Rolando Dumas, entre muchos otros.
En el 2014 la Fundación SAGAI le entregó una estatuilla en reconocimiento a su trayectoria.

### Filmografía
- 1954: El calavera
- 1955: Un novio para Laura
- 1956: Marta Ferrari
- 1972: Nino[3]

### Televisión
La televisión le dio un amplio espacio en ciclos:
- 1956: Ciclo de teatro policial
- 1960:  En cada hogar un… Alberto[4]
- 1966: Carola y Carolina
- 1969: Nuestra galleguita
- 1971/1972: Nino, las cosas simples de la vida
- 1972/1973: Me llaman gorrión
- 1973: Teatro como en el teatro
- 1973: Pobre diabla
- 1973: Con odio y con amor
- 1973/1976: Lo mejor de nuestra vida... nuestros hijos
- 1974: Humor a la italiana
- 1974: Vermouth de teatro argentino
- 1978: Teatro de humor
- 1980: Trampa para un soñador
- 1982: Después del final
- 1983/1984: Señorita maestra
- 1983: Nosotros y los miedos
- 1983: Cara a cara
- 1984: Trampa para un soñador
- 1984: Paloma hay una sola
- 1985: No es un juego vivir
- 1986: El vidente
- 1987: Quiero morir mañana
- 1989: La extraña dama
- 1992: Soy Gina
- 1996: Para toda la vida
- 1999: Mamitas[5]

### Teatro
- 1952: Rostro Perdido de Samuel Eichelbaum, junto a Rosa Rosen, Guillermo Battaglia, Ricardo Castro Ríos, Blanca Tapia, Arturo Bamio, Pancho Romano, Aurelia Ferrer, José Najera, Ricardo Carenza, Domingo Bucci y Margarita Corona. Estrenada en el Teatro Buenos Aires.
- 1963: Ocho Mujeres de Robert Thomas, estrenada en el Teatro Alvear, junto con Milagros de la Vega, Nora Cullen, Susana Vidal, María Luisa Robledo, Alicia Bonnel y Mercedes Sombra.[6]
- 1968: Mi suegra está loca, loca, loca, comedia con Zulma Grey, Joe Rigoli, Ricardo Canepa y Marcela Bolbonet.